# Alonso Cano (metrostation)
Alonso Cano is een metrostation in het stadsdeel Chamberi van de Spaanse hoofdstad Madrid. Het station werd geopend op 16 oktober 1998 en wordt bediend door lijn 7 van de metro van Madrid.